# Borje
Borje es una localidad de Croacia situada en el municipio de Kalnik, en el condado de Koprivnica-Križevci. Según el censo de 2021, tiene una población de 102 habitantes.

## Demografía
| Gráfica de población de Borje 1890-2021                             |
|                                                                     |
| Según los censos de población de la Oficina de Estadísticas Croata. |